# Jaine Barreiro
Jaine Stiven Barreiro Solis (Cali, 19 giugno 1994) è un calciatore colombiano, difensore del León.

## Carriera

### Club
Ha giocato nella massima serie dei campionati colombiano e messicano.

### Nazionale
Ha giocato nelle nazionali giovanili colombiane Under-17 ed Under-23.

## Palmarès
- CONCACAF Champions League: 1

Leon: 2023